# Гозалдо
Гоза̀лдо (на италиански: Gosaldo; на ладински: Gosàlt, Гозалт) е община в Северна Италия, провинция Белуно, регион Венето. Разположена е на 1141 m надморска височина. Населението на общината е 667 души (към 2014 г.).
Административен център на общината е село Дон (Don).